# Gränsen mellan Belarus och Ryssland

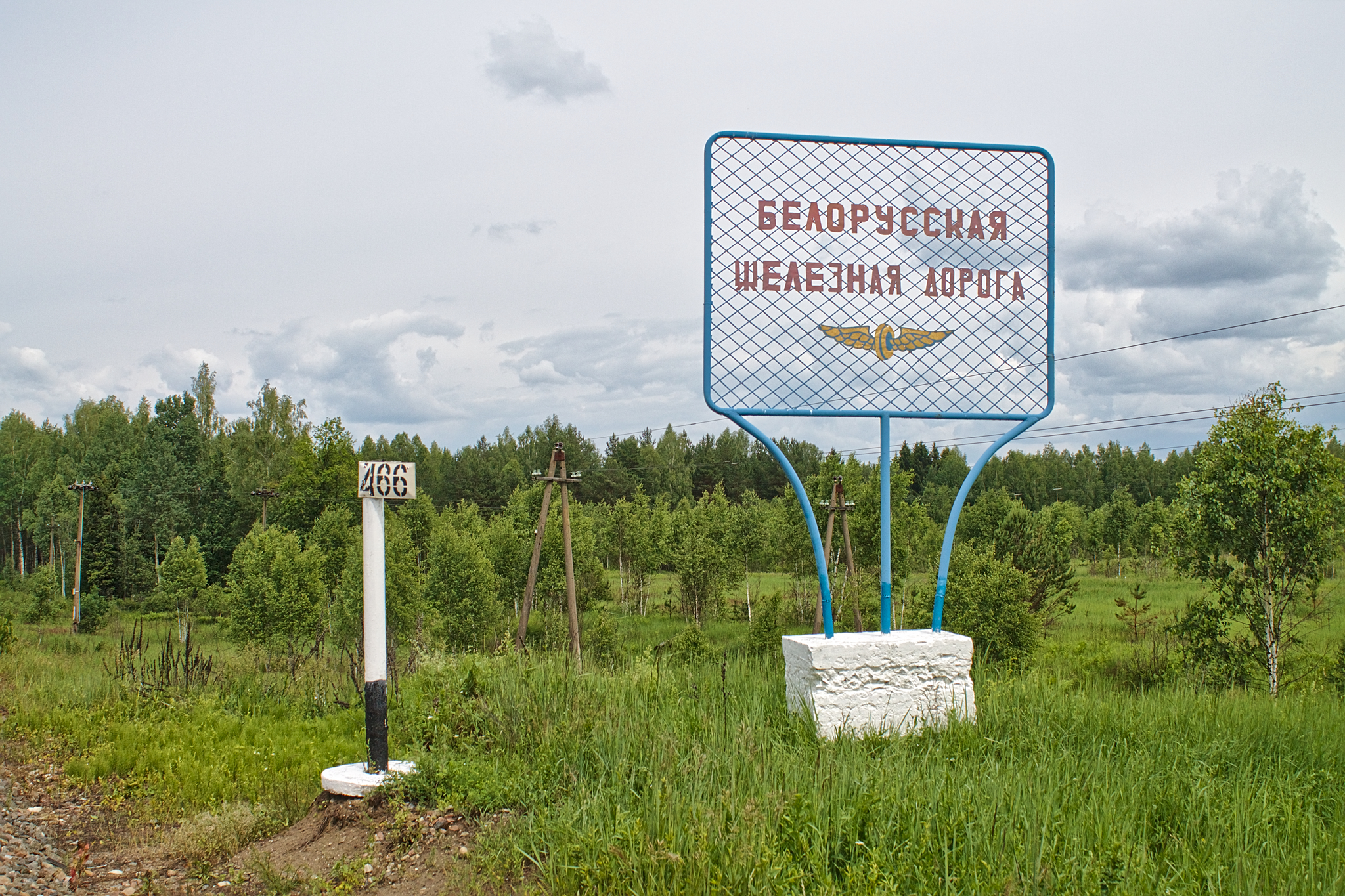
Gränsskylt mellan Ryssland och Belarus.

Gränsen mellan Ryssland och Belarus är en 1239 km lång statsgräns mellan Ryssland och Belarus. Gränsen är densamma som den som var mellan Sovjetunionens republiker Sovjetryssland och Sovjetvitryssland. Tack vare en passunion mellan länderna så råder fri gränsövergång av varor och personer mellan de två länderna.
Gränsen består av 857,7 km landgräns, 362,3 flodgräns och 19 km sjögräns.
År 2020 valde Ryssland att stänga gränsen för första gången på grund av Corona-utbrottet.